# Logística inversa
La logística inversa es una modalidad de la logística definida como

“el proceso de planificación, implantación y control de forma eficiente y al coste óptimo del flujo de materias primas, materiales en curso de producción y productos acabados, así como el de la información relacionada, desde el punto de consumo hacia el punto de origen con el objeto de recuperar el valor de los materiales o asegurar su correcta eliminación”
 Hawks, Karen. VP Supply Chain Practice, Navesink.Reverse Logistics Magazine, Winter/Spring (2006)

La logística inversa se ocupa de los aspectos derivados en la gestión de la cadena de suministros del traslado de materiales desde el usuario o consumidor hacia el fabricante o hacia los puntos de recogida, para su reutilización, reciclado o eventualmente, su destrucción. Otros autores incluyen en la definición teórica de logística inversa la etapa de desmontaje o proceso de los materiales para su reutilización o eliminación de forma respetuosa con el medioambiente.
La logística inversa incluye operaciones muy diversas como la gestión de material sobrante de inventario (surplus stocks), la devolución de compras a proveedores, la recuperación de embalajes y envases, la devolución de productos de electrodomésticos, electrónica e informática (los denominados gama blanca, gama marrón y gama gris) o en ocasiones, la gestión de residuos. Por otra parte, el término logística inversa no debe confundirse con el de logística verde, que es el de los procesos que tienen por objetivo la reducción o minimización del impacto medioambiental de las actividades de la logística y de la logística inversa, por lo que la logística verde puede ocuparse de cuestiones como la medición de consumos de energía o de ecodiseño de embalajes que no son tratadas por la logística inversa. Otro concepto próximo relacionado con logística inversa es el de gestión de retornos (return management), parte de cuyas actividades son cubiertas o afectan a las de logística inversa de la empresa.
Beneficios de la Logística Inversa
- Mejora el rendimiento de los servicios.[5]
- Optimiza el inventario y la logística.
- Aumenta los beneficios empresariales de reparación.
- Automatiza la logística.
- Mejora la satisfacción del cliente.
- Disminuye los costos de inventario.
- Favorece el cumplimiento de la legislación ambiental.

## Flujo de la cadena de suministro para el modelo de logística de regreso
~Cliente ==> Empresa origen ==> Reciclaje y desecho de piezas ==> Inicio de un nuevo ciclo de producción

Entidades

Procesos
Cliente: consumidor del artículo en cuestión. En éste recae la responsabilidad de regresar el artículo, una vez que su tiempo de vida útil ha concluido.  

Empresa Origen: proveedor origen del producto mismo. La empresa se compromete a dar un manejo de desechos amable con el medio ambiente. Asimismo, la empresa se encarga de prestar los servicios de transporte "cliente-proveedor",así como de ofrecer descuentos en su gama de productos para la renovación, con la finalidad de hacerlo llamativo al público 

Reciclaje y desecho de piezas: la dualidad de este tipo de logística se hace presente. Por un lado, la empresa muestra su faceta de compromiso con el cuidado del medio ambiente al responsabilizarse del reciclaje y manejo de desechos nocivos para la naturaleza. Por otro lado, el reciclaje de piezas puede ser una gran oportunidad para optimizar inventarios. Esto se logra a través del rescate de piezas útiles que puedan ser empleadas en un proceso de refabricación. En resultado final, la empresa generará ganancias a través de una política verde socialmente convincente.

Inicio de un nuevo ciclo de producción: las piezas reciclables son tratadas y empleados en nuevos procesos de producción (creación de otros productos).

## Panorama Cliente-Empresa
El esquema de logística inversa propone, en pocas palabras, la remuneración económica al cliente para la adquisición de un nuevo producto, al mismo tiempo en que recicla otro. La empresa se compromete al manejo de desperdicios, con lo que puede verse beneficiada al reutilizar piezas a través de tratamientos. Para el medio ambiente presenta una alternativa para que los efectos de la tecnología no sean del todo dañinos.

## Interés por la logística inversa
El interés hacia la logística inversa ha ido aumentando proporcionalmente al crecimiento de las actividades del comercio electrónico y de los modelos de negocio electrónico de tipo  Business-to-Consumer («del negocio al consumidor», en inglés)., para ser adaptada igualmente por el modelo B2B. La satisfacción y servicio a los clientes o la posibilidad de introducir mejoras en la optimización de costes por reducción del impacto medioambiental son varios de sus principales beneficios. En 2005, un estudio estimaba que alrededor del 7% de los beneficios de las empresas estaban relacionados con costes de devoluciones, mientras que las actividades de logística inversa suponían hasta un 15% del beneficio de las empresas logísticas especializadas 3PL.